# Пауло Сержио (1989)
Пауло Сержио Луис де Соуза (порт. Paulo Sérgio Luiz de Souza; 11 июня 1989, Рио-де-Жанейро, Бразилия) — бразильский футболист, нападающий.

## Карьера
Пауло — воспитанник клуба Фламенго. В 2007 году Сержио был переведён в первую команду. Пауло дебютировал как профессионал в бразильский Серии А в домашнем проигранном матче с «Палмейрас» 13 мая 2007 года (2:4). Он забил первый свой профессиональный гол для «Фламенго» в домашней ничьей с «Ботафого» (2:2) 27 мая того же года. Всего, Пауло провёл в клубе 5 лет, побывав в аренде в нескольких клубах, а именно: «Фигейренсе» в сезоне 2009 года, в португальском «Эшторил-Прая» в сезоне 2010/11 и «Наутико» в 2011 году..